# Coppa del Mondo giovani di slittino 2008
La Coppa del Mondo giovani di slittino 2007/2008 fu l'undicesima edizione del circuito mondiale dello slittino relativo alla categoria giovani, manifestazione organizzata annualmente dalla FIL; iniziò il 23 novembre 2007 a Winterberg in Germania e si concluse il 25 gennaio 2008 a Calgary in Canada e si svolse in contemporanea alla medesima competizione riservata agli juniores. Si disputarono dodici gare: sei prove nel singolo donne ed altrettante nel singolo uomini in sei differenti località.
Le coppe di cristallo, trofeo conferito ai vincitori del circuito, furono assegnate alla tedesca Andrea Metzenleitner per quanto concerne il singolo donne ed all'italiano Ludwig Rieder nel singolo uomini.

## Calendario
| Tappa  | Località             | Pista                           | Data                | Singolo | Singolo |
| Tappa  | Località             | Pista                           | Data                | Donne   | Uomini  |
| ------ | -------------------- | ------------------------------- | ------------------- | ------- | ------- |
| 1      | Winterberg           | Eisarena Winterberg             | 23–24 novembre 2007 | ●       | ●       |
| 2      | Altenberg            | Eiskanal Altenberg              | 30 novembre 2007    | ●       | ●       |
| 3      | Innsbruck            | Olympia Eiskanal Innsbruck-Igls | 7 dicembre 2007     | ●       | ●       |
| 4      | Schönau am Königssee | Eisarena Königssee              | 14 dicembre 2007    | ●       | ●       |
| 5      | Park City            | Utah Olympic Park               | 17 gennaio 2008     | ●       | ●       |
| 6      | Calgary              | Pista del Canada Olympic Park   | 24–25 gennaio 2008  | ●       | ●       |
| Totale | Totale               | Totale                          | Totale              | 6       | 6       |

## Risultati

### Singolo donne
| Data             | Località             | Nazione     | Prima classificata            | Seconda classificata          | Terza classificata        | RU    |
| ---------------- | -------------------- | ----------- | ----------------------------- | ----------------------------- | ------------------------- | ----- |
| 23 novembre 2007 | Winterberg           | Germania    | Andrea Metzenleitner Germania | Dajana Eitberger Germania     | Kate Hansen Stati Uniti   | [ 1 ] |
| 30 novembre 2007 | Altenberg            | Germania    | Dajana Eitberger Germania     | Andrea Metzenleitner Germania | Luzie Löscher Germania    | [ 2 ] |
| 7 dicembre 2007  | Innsbruck            | Austria     | Andrea Metzenleitner Germania | Dajana Eitberger Germania     | Luzie Löscher Germania    | [ 3 ] |
| 14 dicembre 2007 | Schönau am Königssee | Germania    | Andrea Metzenleitner Germania | Dajana Eitberger Germania     | Luzie Löscher Germania    | [ 4 ] |
| 17 gennaio 2008  | Park City            | Stati Uniti | Kate Hansen Stati Uniti       | Lea Vanderlinden Stati Uniti  | Emily Sweeney Stati Uniti | [ 5 ] |
| 24 gennaio 2008  | Calgary              | Canada      | Kate Hansen Stati Uniti       | Lea Vanderlinden Stati Uniti  | Laura Glover Canada       | [ 6 ] |

### Singolo uomini
| Data             | Località             | Nazione     | Primo classificato             | Secondo classificato     | Terzo classificato        | RU     |
| ---------------- | -------------------- | ----------- | ------------------------------ | ------------------------ | ------------------------- | ------ |
| 24 novembre 2007 | Winterberg           | Germania    | Julian von Schleinitz Germania | Tristan Walker Canada    | Ludwig Rieder Italia      | [ 7 ]  |
| 30 novembre 2007 | Altenberg            | Germania    | Julian von Schleinitz Germania | Andre Reichert Germania  | Thomas Aschauer Germania  | [ 8 ]  |
| 7 dicembre 2007  | Innsbruck            | Austria     | Julian von Schleinitz Germania | Ludwig Rieder Italia     | Tristan Walker Canada     | [ 9 ]  |
| 14 dicembre 2007 | Schönau am Königssee | Germania    | Julian von Schleinitz Germania | Thomas Aschauer Germania | Andre Reichert Germania   | [ 10 ] |
| 17 gennaio 2008  | Park City            | Stati Uniti | Tristan Walker Canada          | Ludwig Rieder Italia     | Aaron Barge Stati Uniti   | [ 11 ] |
| 25 gennaio 2008  | Calgary              | Canada      | Ludwig Rieder Italia           | Tristan Walker Canada    | Taylor Morris Stati Uniti | [ 12 ] |

## Classifiche

### Singolo donne
| Pos. | Nome                 | Nazione     | Risultati ottenuti | Risultati ottenuti | Risultati ottenuti | Risultati ottenuti | Risultati ottenuti | Risultati ottenuti | Punti totali |
| Pos. | Nome                 | Nazione     | WIN                | ALT                | INN                | KÖN                | PAC                | CAL                | Punti totali |
| ---- | -------------------- | ----------- | ------------------ | ------------------ | ------------------ | ------------------ | ------------------ | ------------------ | ------------ |
| 1    | Andrea Metzenleitner | Germania    | 1                  | 2                  | 1                  | 1                  | –                  | –                  | 385          |
| 2    | Lea Vanderlinden     | Stati Uniti | 8                  | 6                  | 5                  | 5                  | 2                  | 2                  | 372          |
| 3    | Dajana Eitberger     | Germania    | 2                  | 1                  | 2                  | 2                  | –                  | –                  | 355          |
| 4    | Kate Hansen          | Stati Uniti | 3                  | 4                  | 29                 | DNF                | 1                  | 1                  | 342          |
| 5    | Emily Sweeney        | Stati Uniti | 6                  | 5                  | 16                 | 4                  | 3                  | 5                  | 315          |
| 6    | Luzie Löscher        | Germania    | 4                  | 3                  | 3                  | 3                  | –                  | –                  | 270          |
| 7    | Veronika Figliarová  | Slovacchia  | 7                  | 10                 | 7                  | 6                  | –                  | 8                  | 220          |
| 8    | Kimberley McRae      | Canada      | 23                 | DNF                | 13                 | 7                  | 5                  | 4                  | 209          |
| 9    | Nina Čebin           | Slovenia    | 18                 | 11                 | 11                 | 16                 | 7                  | 9                  | 201          |
| 10   | Ol'ga Čuprova        | Russia      | 13                 | 7                  | 9                  | 9                  | –                  | –                  | 154          |

### Singolo uomini
| Pos. | Nome                  | Nazione     | Risultati ottenuti | Risultati ottenuti | Risultati ottenuti | Risultati ottenuti | Risultati ottenuti | Risultati ottenuti | Punti totali |
| Pos. | Nome                  | Nazione     | WIN                | ALT                | INN                | KÖN                | PAC                | CAL                | Punti totali |
| ---- | --------------------- | ----------- | ------------------ | ------------------ | ------------------ | ------------------ | ------------------ | ------------------ | ------------ |
| 1    | Ludwig Rieder         | Italia      | 3                  | 5                  | 2                  | 4                  | 2                  | 1                  | 455          |
| 2    | Tristan Walker        | Canada      | 2                  | 4                  | 3                  | 20                 | 1                  | 2                  | 421          |
| 3    | Julian von Schleinitz | Germania    | 1                  | 1                  | 1                  | 1                  | –                  | –                  | 400          |
| 4    | Taylor Morris         | Stati Uniti | 7                  | 7                  | 9                  | 6                  | 4                  | 3                  | 311          |
| 5    | Thomas Aschauer       | Germania    | 4                  | 3                  | 5                  | 2                  | –                  | –                  | 270          |
| 6    | Andre Reichert        | Germania    | 6                  | 2                  | 4                  | 3                  | –                  | –                  | 265          |
| 7    | Aaron Barge           | Stati Uniti | 8                  | 13                 | 12                 | 29                 | 3                  | 5                  | 241          |
| 8    | Patrick Rastner       | Italia      | 16                 | 19                 | 13                 | 9                  | 5                  | 4                  | 231          |
| 9    | Justin Snith          | Canada      | 11                 | 9                  | 33                 | 8                  | 6                  | 6                  | 223          |
| 10   | Peter Panzek          | Germania    | 5                  | 6                  | 6                  | 5                  | –                  | –                  | 210          |